# Le Mazis
Le Mazis (picardisch: Èl Mazi) ist eine nordfranzösische Gemeinde mit 108 Einwohnern (Stand 1. Januar 2022) im Département Somme in der Region Hauts-de-France. Die Gemeinde liegt im Arrondissement Amiens (seit 2009) und ist Teil der Communauté de communes Somme Sud-Ouest und des Kantons Poix-de-Picardie.

## Geographie
Die Gemeinde liegt im Westen an Saint-Aubin-Rivière angrenzend, größtenteils südlich des Flüsschens Liger, rund zwölf Kilometer westlich von Hornoy-le-Bourg und elf Kilometer südlich von Oisemont. Zu Le Mazis gehört die Mühle Moulin du Guet.

## Einwohner

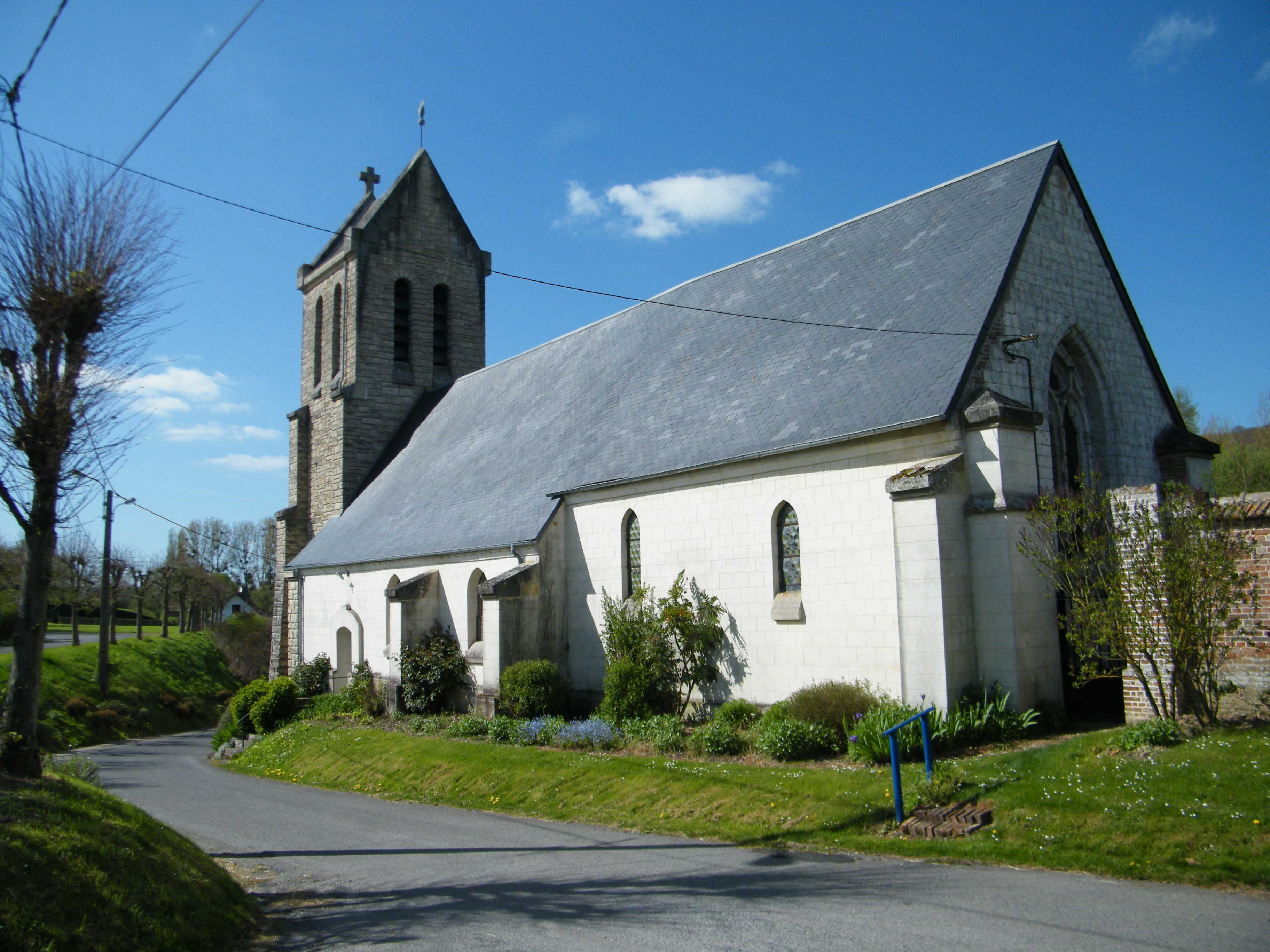
Kirche Mariä Himmelfahrt

| 1962 | 1968 | 1975 | 1982 | 1990 | 1999 | 2006 | 2011 | 2018 |
| ---- | ---- | ---- | ---- | ---- | ---- | ---- | ---- | ---- |
| 100  | 98   | 84   | 94   | 91   | 97   | 94   | 105  | 107  |